# Kenyerem java
A Kenyerem java Földes László bluesénekes ötödik nagylemeze, amely 1995-ben jelent meg, Földes 50. születésnapja alkalmából.

## Számlista
Az összes szám szerzője Földes László. 
| 1.    | Dobókocka (Tumbling Dice)                  | 4:10 |
| 2.    | Sztárfaló (Star, star)                     | 3:20 |
| 3.    | Az idegen földön                           | 3:28 |
| 4.    | Másik Magyarország                         | 5:31 |
| 5.    | Az idő (Time)                              | 5:05 |
| 6.    | Ballada a senki fiáról                     | 4:00 |
| 7.    | Betegség blues (Sickness Blues)            | 6:50 |
| 8.    | Feketebárány blues                         | 4:10 |
| 9.    | Meghívás bluesra (Invitation to the Blues) | 5:25 |
| 10.   | A fattyú                                   | 3:50 |
| 11.   | Matilda (Tom Taubert’s Blues)              | 6:20 |
| 12.   | Gazember                                   | 3:00 |
| 13.   | Halj meg és nagy leszel                    | 4:26 |
| 14.   | Fogadj el engem!                           | 6:58 |
| 57:83 |                                            |      |

## Közreműködők
- Földes László – ének
- Fuchs László – billentyűs hangszerek
- Tátrai Tibor – gitár
- Tóth János Rudolf – gitár, ének
- Zsoldos Tamás – basszusgitár
- Solti János – dob, ütőhangszerek

Vendégek
- Csepregi Gyula – szaxofon
- Dióssy D. Ákos – billentyűs hangszerek
- Ferenczi György – szájharmonika
- Lehr István – zongora
- Pribil György – gitár
- Tomsits Rudolf – trombita
- Janza Kata, Pérchy Kornélia, Tunyogi Orsolya – vokál
- Tóth János Rudolf – zenei vezető
- Kölcsényi Attila – hangmérnök
- Dobák Ildikó, Kuron Csaba – grafika
- Díner Tamás – fotó

## Külső hivatkozások
- Hivatalos oldal